# Ufficio delle Nazioni Unite per il controllo della droga e la prevenzione del crimine
L’Ufficio delle Nazioni Unite per il controllo della droga e  crimine (United Nations Office on Drugs and Crime, UNODC) è un'agenzia delle Nazioni Unite fondata nel 1997 come ufficio per il controllo della droga e la prevenzione del crimine unendo il Programma internazionale delle Nazioni Unite per il controllo della droga (UNDCP) e la Divisione per la prevenzione del crimine e la giustizia criminale all'Ufficio delle Nazioni Unite per il controllo della droga e la prevenzione del crimine a Vienna nel 2002.

## Struttura organizzativa
L'agenzia, che comprende circa 1500 dipendenti in tutto il mondo, ha sede a Vienna, in Austria, con 21 succursali e due uffici intermediari, uno a Bruxelles e l'altro a New York. L'agenzia è diretta da un direttore esecutivo nominato dal segretario delle Nazioni Unite. Dal 1º febbraio 2020 la posizione è ricoperta dal diplomatico egiziano Ghada Fathi Waly. Gli obiettivi di lungo periodo di questo ufficio sono di fornire strumenti ai governi per combattere il traffico di droga, il terrorismo, la corruzione e problemi simili, aumentare la conoscenza di questi problemi fra le istituzioni governative e le agenzie, e di sensibilizzare l'opinione pubblica su questi problemi, sia a livello locale e nazionale che globale. Circa il 90% dei finanziamenti proviene da donazioni volontarie, principalmente dai governi.
L'UNODC incorpora anche il segretariato dell'Organo internazionale per il controllo degli stupefacenti (INCB).

## Obiettivi e funzioni
L'UNODC è stato fondato per assistere l'ONU per indirizzare una risposta coordinata e globale ai problemi di traffico illegale di droghe, abuso di stupefacenti, prevenzione della criminalità e giustizia criminale, terrorismo internazionale e corruzione. Questi obiettivi sono perseguiti attraverso tre funzioni principali: ricerca, consulenza e sostegno ai governi nell'adozione e attuazione di varie convenzioni contro criminalità organizzata, droga, terrorismo, corruzione, trattati, protocolli così come assistenza tecnica e finanziaria ai suddetti governi per affrontare queste situazioni nei loro Paesi.
Queste sono le principali tematiche di cui l'UNODC si occupa: sviluppo alternativo, corruzione, giustizia penale, prevenzione della criminalità, traffico e utilizzo di sostanze stupefacenti, HIV e AIDS, tratta di esseri umani, tratta di migranti, riciclaggio di denaro, criminalità organizzata, pirateria, prevenzione del terrorismo.

## Relazione sulla droga nel mondo
La Relazione sulla droga nel mondo è una pubblicazione annuale che rappresenta una valutazione completa e globale del problema internazionale della droga, con informazioni dettagliate sulla situazione del traffico illecito di stupefacenti. Esso fornisce stime e informazioni sulla produzione, il traffico e l'uso di opio, eroina, cocaina, cannabis e anfetamine. La relazione, basata su dati e stime forniti da governi, UNODC e altre istituzioni internazionali cerca di individuare trends e evoluzioni del mercato illegale globale di stupefacenti.
Attraverso la Relazione sulla droga nel mondo, l'UNODC cerca di accrescere la conoscenza degli Stati sul traffico illecito mondiale della droga e sensibilizzare sulla tematica del bisogno di un costante monitoraggio e raccolta di dati sul traffico illecito di droghe.

## Trattati
Le convenzioni delle Nazioni Unite e i loro relativi protocolli sostengono l'UNODC.

### Trattati in riferimento alla criminalità

#### Convenzione delle Nazioni Unite contro la criminalità organizzata transnazionale e i relativi protocolli
La Convenzione delle Nazioni Unite contro la criminalità organizzata è uno strumento vincolante entrato in vigore il 29 settembre 2003, attraverso cui gli Stati aderenti si impegnano ad adottare una serie di misure contro la criminalità organizzata transnazionale. Gli Stati che ratificano la Convenzione hanno l'obbligo di creare dei reati corrispondenti negli ordinamenti interni al fine di combattere il problema, di creare nuove ampie strutture per reciproca assistenza legale, per l'estradizione, la cooperazione per l'applicazione delle leggi e l'assistenza tecnica.
La Convenzione costituisce un passo importante nell'ambito della criminalità organizzata transnazionale perché riconosce la serietà del problema e aumenta la consapevolezza degli Stati dell'importanza di misure di cooperazione. La Convenzione è accompagnata da tre diversi Protocolli; il Protocollo per Prevenire, Reprimere e Punire la Tratta di Esseri Umani, specialmente Donne e Bambini; il Protocollo contro la Tratta di Migranti via Terra, Mare e Aria e il Protocollo contro la Produzione Illecita e il Traffico di Armi da Fuoco, le loro Parti, Componenti e Munizioni. Il Protocollo per Prevenire, Reprimere e Punire la Tratta di Esseri Umani, specialmente Donne e Bambini mira a fornire un accordo per le indagini e i processi per i reati interni ad uno Stato. Un altro obiettivo del protocollo è di proteggere le vittime di tratta di esseri umani col massimo rispetto. Il Protocollo contro la tratta di migranti via terra, mare e aria riguarda il crescente problema del ruolo della criminalità organizzata nella Tratta di Migranti. Il protocollo mira a combattere e prevenire la tratta transnazionale di migranti e a promuovere misure di cooperazione per proteggere le vittime. Il Protocollo contro la produzione illecita e il traffico di armi da fuoco, le loro parti, componenti e munizioni è stato adottato per fornire misure di cooperazione contro la fabbricazione illecita e il traffico di armi da fuoco, le loro parti, componenti e munizioni. Adottandola i governi si sono impegnati a introdurre negli ordinamenti interni i relativi reati di fabbricazione illecita e riservando al governo l'autorizzazione e la tracciabilità delle munizioni.

#### Convenzione delle Nazioni Unite contro la corruzione
Nella risoluzione 55/61, l'Assemblea generale ha riconosciuto che era preferito uno strumento legale a livello internazionale contro la corruzione, autonomo rispetto alla Convenzione delle Nazioni Unite contro la criminalità organizzata transnazionale. Il testo della Convenzione è stato negoziato durante sette sessioni tenutesi fra il 21 gennaio 2002 e il 1º ottobre 2003. La Convenzione è stata adottata dall'Assemblea generale il 31 ottobre 2003. Nel 2003, le Nazioni Unite hanno adottato la Convenzione delle Nazioni Unite contro la corruzione (UNCAC). Questa è entrata in vigore nel Dicembre 2005. Al 9 novembre 2012, 140 Paesi l'hanno sottoscritta e 164 Paesi l'hanno ratificata.
L'UNODC, come guardiano della UNCAC, è anche uno dei fondatori dell'Accademia contro la corruzione internazionale (IACA), la cui funzione principale è, fra le altre, di facilitare una maggiore attuazione della UNCAC.

### Trattati relativi alle droghe
Esistono tre trattati relativi alle droghe come riferimento per i programmi dell'UNODC. Questi sono: la Convenzione unica sugli stupefacenti, del 1961, modificata dal Protocollo del 1972; la Convenzione sulle Sostanze Psicotrope del 1971 e la Convenzione delle Nazioni Unite contro il traffico illecito di sostanze stupefacenti e sostante psicotrope del 1988.
Questi tre principali trattati per il controllo di sostanze stupefacenti sono di supporto l'uno dell'altro e complementari. Uno scopo importante dei primi due trattati è di codificare misure di controllo applicabili a livello internazionale, al fine di assicurare la disponibilità di sostanze stupefacenti e sostanze psicotrope per finalità scientifiche e mediche e prevenire il loro sviamento verso canali illeciti. Inoltre, includono anche delle misure generali sul traffico e l'abuso di droghe.

## Campagne
L'UNODC si occupa di lanciare campagne di sensibilizzazione in relazione alle tematiche della droga e della prevenzione della criminalità. Il 26 giugno di ogni anno cade la Giornata internazionale contro l'abuso di sostanze stupefacenti e traffico illecito. Il 9 dicembre di ogni anno l'UNODC commemora la Giornata internazionale contro la corruzione.
“Do Drugs Control your Life?”- Campagna internazionale contro la droga
L'UNODC ha iniziato questa campagna internazionale per sensibilizzare con riguardo al pericolo che le droghe illegali rappresentano per la società nel suo complesso, e soprattutto verso i più giovani. L'obiettivo della campagna è di mobilitare supporto e di ispirare le persone ad agire contro l'abuso e il traffico di droghe. La campagna incoraggia i giovani a mettere al primo posto la salute e a non fare uso di droghe.
“Your No Counts”- Campagna internazionale contro la corruzione
L'UNODC si è unita con il Programma delle Nazioni Unite per lo sviluppo (UNDP) per condurre questa campagna che si focalizza su come la corruzione ostacoli gli sforzi per il raggiungimento dei Millennium Development Goals (Obiettivi di sviluppo del nuovo Millennio), indebolisca la democrazia e il ruolo della legge, porti alla violazione dei diritti umani, distorca i mercati, eroda la qualità della vita e permetta alla criminalità organizzata, al terrorismo e ad altre minacce per la sicurezza umana di prosperare.
“Think AIDS”- Campagna mondiale contro l'AIDS
I giovani compresi fra l'età di 15 e 24 anni contano per il 40% delle infezioni di HIV fra gli adulti (15+) a livello mondiale. In alcune parti del mondo, le modalità più frequenti di trasmissione dell'HIV per queste persone l'uso pericoloso di droghe che si iniettano e i rapporti sessuali non protetti.
Per il fatto che è più alta la probabilità che i giovani facciano uno di droghe, l'UNODC punta a questa fascia d'età per una campagna di sensibilizzazione sull'uso di droghe e la sua connessione con la diffusione dell'HIV e dell'AIDS. Lo slogan: ”Pensa prima di iniziare...pensa prima di iniettare...pensa prima di condividere” è utilizzato come provocazione verso i giovani, invitandoli a considerare le conseguenze dell'uso di droghe, specialmente delle droghe che si iniettano.